# Офісний центр «Конгресс-холл»
Офісний центр «Конгресс-холл» — 27-поверховий офісний хмарочос у Донецьку. Наразі будівля знаходиться на завершальній стадії будівництва, будівництво призупинено, в зв'язку з веденням військових дій Російською Федерацією на території сучасного Донецьку.

## Характеристики
- Висота стель 3,25 м.
- Останній поверх висотою 5,2 метри.
- Високі теплоізоляційні та звукоізоляційні показники.
- Поверхи обладнані двома санвузлами.
- Автономна котельня (3 котла «Viesmann»), обігрівання повітря виконується через фанкойли (виробництво Франції «Carrier»)
- Централізована система кондиціювання і індивідуальним регулюванням температури, принципова схема чілер-фанкойл (виробництво Франції «Carrier»), регулююча система — «Літо-Зима».
- Підземний паркінг та відкрита стоянка.
- Системи безпеки, аварійного освітлення, автоматичного пожежегасіння.
- Три ліфта «бізнес-класу», вантажопідйомністю 1 т.
- Власна ТП для забезпечення безперебійного електропостачання будинку,

пристрої виміру витрат гарячої та холодної води.

## Джерело
- Конглесс-холл - новобудова у Донецьку